# Holavedens urskog
Holavedens urskog är ett naturreservat i Tranås kommun i Jönköpings län i Småland.
Området är 1 hektar stort och är skyddat sedan 1935. Det är beläget 2 kilometer söder om samhället Sommen och består mest av urskogsartad barrskog.

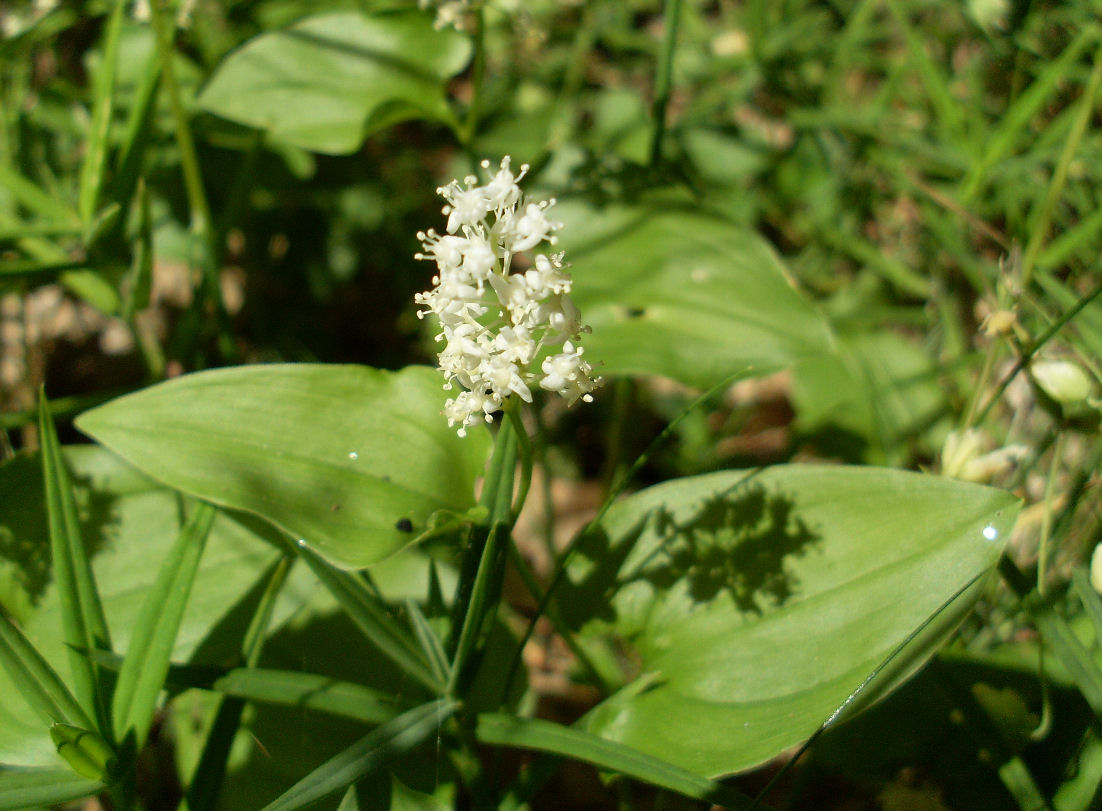
Ekorrbär

Hela området Holaveden sträcker sig mellan sjön Sommen och Vättern. I reservatet består skogen av 200-250 år gamla grova tallar och enstaka äldre granar. Den täta skogen och den torra, steniga marken gör att floran är fattig. Där växer ris av ljung, lingon och mjölon, örter som linnéa, tallört och ekorrbär. Det finns ett rikt fågelliv.